# Cölln
 Denne artikel omhandler Cölln beliggende på en ø i Spree. Cölln er også en gammel stavemåde for byen Köln ved Rhinen. For denne by, se Köln.
Cölln var en landsby, der var nabo til det gamle Berlin, beliggende på den sydlige del af øen Spreeinsel i Markgrafschaft Brandenburg. Byen nævnes første gang 28. oktober 1237, mens Berlin blev nævnt første gang i 1244. Byerne blev slået sammen i 1707.